# Medium Magazin
Das Medium Magazin für Journalistinnen und Journalisten (Eigenschreibweise medium magazin für journalistinnen und journalisten) ist eine seit 1986 erscheinende Fachzeitschrift für Journalisten. Redaktionssitz ist Berlin.

## Geschichte
Das Medium Magazin erscheint sechsmal jährlich im Medienfachverlag Oberauer, Salzburg, der unter anderem auch die Medienfachzeitschriften Wirtschaftsjournalist, Der Österreichische Journalist, Schweizer Journalist:in und den Mediendienst Newsroom.de publiziert. Es existieren auch gelegentliche weitere Ausgaben – wie Umweltjournalist, Wissenschafts- und Medizinjournalist, Food- und Agrarjournalist und Kulturjournalist – und seit 2007 einmal jährlich Die Journalistin.
Im April 1986 erschien die erste Ausgabe des sich damals gezielt an Nachwuchsjournalisten richtenden Magazins im Selbstverlag des Studenten Sebastian Turner, der zugleich erster Chefredakteur war. Zum Gründungsteam gehörten u. a. Stefan Kornelius, Oliver Schrott, Annette Milz, Kai Diekmann, Holger Ohmstedt und Andreas Spaeth; alle Redakteure waren damals Schüler, Studenten oder Volontäre. Die Startauflage betrug 2.000 Exemplare. Ab 1988 erschien das Magazin vierteljährlich, von 1992 an zweimonatlich.
Das Medium Magazin ist spezialisiert auf den Printbereich und hat laut Mediadaten 2022 eine Druckauflage von 19.500 Exemplaren. Die Auflage ist nicht IVW-geprüft. Chefredakteur war 1989 Stefan Kornelius, darauf folgte 1990 Annette Milz. Ab Januar 2021 war Alexander Graf Chefredakteur. Anfang 2024 wechselte Graf zum Medienportal Übermedien. Sein Nachfolger wurde Frederik von Castell, der selbst zuvor Redaktionsleiter bei Übermedien gewesen war.
Im Februar 2020 wurde Klaas Heufer-Umlauf beim Preis 2019 auf Platz 3 in der Kategorie Unterhaltung gewählt. Nachdem das Reportageformat STRG_F aufgedeckt hatte, dass er in einigen Sendungen durch Inszenierungen Authentizität nur vorgetäuscht hatte, wurde ihm der Preis im März 2020 aberkannt.

## Journalist des Jahres

### Der Preis
Die Fachzeitschrift veranstaltet jährlich Wahlen zum Journalist des Jahres in verschiedenen Kategorien, außer dem Preis Journalist/in des Jahres werden auch Auszeichnungen in zehn Fachkategorien vergeben. Hinzu kommen der Preis Redaktion des Jahres, der Ehrenpreis Lebenswerk und teils auch Sonderpreise, wie zum Beispiel für ehrenamtliches Engagement für die beruflichen Belange freier Journalisten.
Eine inzwischen rund 70-köpfige Jury wählt aus Nominierungsvorschlägen einzelne (ggf. auch mehrere) Personen, die sich durch besondere journalistische Leistungen im abgelaufenen Jahr ausgezeichnet haben. Der Preis wird seit 2004 vergeben.

### Preisträger (Auswahl)
Preisträger 2004
- „Journalist des Jahres“: Frank Schirrmacher, Mitherausgeber der FAZ, Autor von Das Methusalem-Komplott
- „Chefredakteur des Jahres“: Christoph Keese, Welt am Sonntag
- „Politikjournalist des Jahres“: Hans-Ulrich Jörges, stern
- „Wirtschaftsjournalist des Jahres“: Gabor Steingart, Spiegel
- „Kulturjournalistin des Jahres“: Elke Heidenreich, Moderatorin von Lesen!, ZDF
- „Sportjournalistin des Jahres“: Monica Lierhaus, ARD
- „Unterhaltungsjournalist des Jahres“: Harald Martenstein, Die Zeit u. Der Tagesspiegel
- „Newcomerin des Jahres“: Wolfram Weimer, Cicero

Preisträger 2005
- „Journalistin des Jahres“: Alice Schwarzer, Herausgeberin von Emma
- „Chefredakteur des Jahres“: Uwe Vorkötter, Berliner Zeitung
- „Politikjournalist des Jahres“: Frank Plasberg, WDR
- „Wirtschaftsjournalistin des Jahres“: Inge Kloepfer, Frankfurter Allgemeine Sonntagszeitung
- „Sportjournalistin des Jahres“: Monica Lierhaus, ARD
- „Wissenschaftsjournalist des Jahres“: Christoph Drösser, Zeit Wissen
- „Kulturjournalist des Jahres“: Gert Scobel, Moderator u. a. bei 3sat
- „Unterhaltungsjournalist des Jahres“: Günther Jauch, RTL
- „Reporter des Jahres“: Volker Lilienthal, epd medien
- „Lokaljournalist des Jahres“: Jörg Lünsmann, Wolfsburger Allgemeine Zeitung
- „Newcomer des Jahres“: Klaus Schweinsberg, Impulse

Preisträger 2006
- „Journalisten des Jahres“: Michael Ebert u. Timm Klotzek, Chefredakteure von Neon
- „Chefredakteur des Jahres“: Giovanni di Lorenzo, Die Zeit
- „Politikjournalist des Jahres“: Frank Plasberg, Moderator der Talkshow hart aber fair, ARD
- „Wirtschaftsjournalistin des Jahres“: Klaus Ott, Süddeutsche Zeitung
- „Kulturjournalist des Jahres“: Nils Minkmar, Frankfurter Allgemeine Sonntagszeitung
- „Sportjournalist des Jahres“: Thomas Kistner, Süddeutsche Zeitung
- „Unterhaltungsjournalist des Jahres“: Hans Zippert, Die Welt
- „Reporterin des Jahres“: Andrea Röpke
- „Newcomerin des Jahres“: Katharina Borchert, waz Online
- „Lokaljournalist des Jahres“: Ulrich Reitz, WAZ u. Frauke Wolter, Badische Zeitung

Preisträger 2007
- „Journalist des Jahres“: Stefan Niggemeier, freier Journalist und Mitbegründer von BILDblog
- „Chefredakteur des Jahres“: Uwe Vorkötter, Frankfurter Rundschau
- „Politikjournalist des Jahres“: Heribert Prantl, Leiter des Ressorts Innenpolitik der Süddeutschen Zeitung
- „Wirtschaftsjournalistin des Jahres“: Gabriele Fischer, Gründerin von brand eins
- „Kulturjournalist des Jahres“: Henryk M. Broder, Publizist und freier Autor
- „Sportjournalist des Jahres“: Hajo Seppelt, freier Fernsehautor
- „Unterhaltungsjournalist des Jahres“: Patricia Riekel, Redaktionsdirektorin und Chefredakteurin von Bunte, InStyle und Amica
- „Wissenschaftsjournalist des Jahres“: Joachim Bublath, Leiter der ZDF-Redaktion Naturwissenschaft und Technik
- „Reporter des Jahres“: Walter Wüllenweber, stern-Autor
- „Newcomerin des Jahres“: Anne Will, Moderatorin des Sonntagabendtalks Anne Will (ARD)
- „Lokaljournalist des Jahres“: Anton Sahlender (Main-Post, Würzburg) und Franz Sommerfeld (Kölner Stadt-Anzeiger)
- „Lebenswerk“: Jürgen Leinemann, ehemaliger Spiegel-Autor und Publizist

Preisträger 2008
- „Journalist des Jahres“: Markus Grill und Malte Arnsperger, für ihre im stern veröffentlichte Aufdeckung des Bespitzelungsskandals bei Lidl

Preisträger 2009
- „Journalist des Jahres“: Nikolaus Brender, Chefredakteur des ZDF
- „Newcomer“: Ines Pohl, taz
- „Sonderpreis für politische Berichterstattung“: Stefan Kornelius, Leiter Außenpolitik Süddeutsche Zeitung

Preisträger 2010
- „Journalistin des Jahres“: Carolin Emcke, freie Autorin
- „Chefredakteur des Jahres“: Wolfgang Büchner, dpa
- „Politikjournalist des Jahres“: Sabine Adler, DLF/DRadio
- „Wirtschaftsjournalist des Jahres“: Klaus Ott, Süddeutsche Zeitung
- „Kulturjournalist des Jahres“: Frank Schirrmacher, FAZ
- „Sportjournalist des Jahres“: Philipp Köster, 11 Freunde
- „Unterhaltungsjournalist des Jahres“: Oliver Welke, heute-show (ZDF)
- „Wissenschaftsjournalist des Jahres“: Ranga Yogeshwar, WDR/ARD
- „Reporter des Jahres“: Holger Gertz, Süddeutsche Zeitung
- „Regionaler Chefredakteur des Jahres“: Alfons Pieper, www.wir-in-nrw-blog.de
- „Regionaler Autor des Jahres“: Thomas Datt und Arndt Ginzel, freie Journalisten (Leipzig)
- „Newcomer des Jahres“: Sebastian Heiser, taz

Preisträger 2011
- „Journalisten des Jahres“: Eckart Lohse, Markus Wehner
- „Redaktion des Jahres“: Frankfurter Allgemeine Sonntagszeitung
- „Politik“: Andrea Röpke
- „Wirtschaft“: Heike Faller, Magazin Die Zeit
- „Sport“: Arnd Zeigler
- „Kultur“: Willi Winkler
- „Unterhaltung“: Thomas Gottschalk, ZDF
- „Wissenschaft“: Dagmar Röhrlich
- „Reporter national“: Stefan Buchen
- „Reporter regional“: Christine Kröger, Weser-Kurier
- „Newcomer“: Richard Gutjahr
- „Chefredakteur national“: Wolfgang Blau, Zeit Online
- „Chefredakteur regional“: Christian Lindner, Rhein-Zeitung
- „Lebenswerk“: Georg Stefan Troller

Preisträger 2012
- „Journalist des Jahres“: Rolf-Dieter Krause, ARD
- „Redaktion des Jahres“: heute-show
- „Politik“: Sonia Seymour Mikich, WDR
- „Wirtschaft“: Jörg Eigendorf, Die Welt
- „Sport“: Evi Simeoni, Frankfurter Allgemeine Zeitung
- „Kultur“: Nils Minkmar, Frankfurter Allgemeine Zeitung
- „Unterhaltung“: Charlotte Roche und Jan Böhmermann
- „Wissenschaft“: Jürgen Kaube, Frankfurter Allgemeine Zeitung
- „Reporter national“: Christoph Reuter, Der Spiegel
- „Reporter regional“: Wolfgang Kaes, General-Anzeiger (Bonn)
- „Newcomer“: Niklas Schenck, Daniel Drepper
- „Chefredakteur national“: Wolfgang Büchner, Deutsche Presse-Agentur
- „Chefredakteur regional“: Joachim Braun, Nordbayerischer Kurier
- „Sonderpreis“: Pro Quote
- „Lebenswerk“: Wolf Schneider

Preisträger 2013
- „Journalist des Jahres“: Marcel Rosenbach und Holger Stark, Der Spiegel
- „Redaktion des Jahres“: Investigativteam von Süddeutsche Zeitung und NDR/WDR
- „Politik“: Günter Bannas, Frankfurter Allgemeine Zeitung
- „Wirtschaft“: Melanie Bergermann, Wirtschaftswoche
- „Sport“: Jens Weinreich
- „Kultur“: Nils Minkmar, Frankfurter Allgemeine Zeitung
- „Unterhaltung“: Stefan Sichermann, Der Postillon
- „Wissenschaft“: Nicola Kuhrt, Spiegel Online
- „Reporter national“: Olaf Przybilla und Uwe Ritzer, Süddeutsche Zeitung
- „Reporter regional“: Kaija Kutter, taz
- „Newcomer“: Özlem Gezer, Anita Zielina
- „Chefredakteur national“: Gabriele Fischer, brand eins
- „Chefredakteur regional“: Christian Lindner, Rhein-Zeitung
- „Sonderpreis“: Krautreporter, NSU-Watch
- „Lebenswerk“: Joachim Kaiser

Preisträger 2014
- „Journalist des Jahres“: Golineh Atai, ARD
- „Redaktion des Jahres“: 11 Freunde
- „Politik“: Georg Mascolo, Rechercheverbund NDR/WDR/Süddeutsche Zeitung
- „Wirtschaft“: Bastian Obermayer, Süddeutsche Zeitung
- „Sport“: Moritz Müller-Wirth, Die Zeit
- „Kultur“/„Unterhaltung“: Jan Böhmermann, ZDFneo
- „Wissenschaft“: Amrai Coen, Malte Henk, Die Zeit
- „Reporter national“: Annette Ramelsberger, Süddeutsche Zeitung
- „Reporter regional“: Julius Tröger, Berliner Morgenpost
- „Newcomer“: David Schraven, Correctiv
- „Chefredaktion national“: Kurt Kister, Süddeutsche Zeitung
- „Chefredaktion regional“: Stephan-Andreas Casdorff, Lorenz Maroldt, Tagesspiegel
- „Sonderpreise“: Gründungsteam von Hate Poetry: Doris Akrap und Deniz Yücel (beide taz), Mely Kiyak und Ebru Taşdemir (Freie Publizistinnen), Yassin Musharbash (Die Zeit) sowie Reporter ohne Grenzen
- „Lebenswerk“: Frank Schirrmacher, Frankfurter Allgemeine Zeitung

Preisträger 2015
- „Journalist des Jahres“: Anja Reschke, NDR
- „Team des Jahres“: netzpolitik.org
- „Politik“: Bernd Ulrich, Die Zeit
- „Wirtschaft“: Steffen Klusmann, Manager Magazin
- „Sport“: Hajo Seppelt, freier Journalist
- „Kultur“: Navid Kermani, freier Autor
- „Unterhaltung“: Oliver Welke, heute-show
- „Wissenschaft“: Jacob Vicari, freier Journalist
- „Reporter national“: Christoph Reuter, Der Spiegel
- „Reporter regional“: Ulrich Wolf, Sächsische Zeitung
- „Chefredakteur national“: Klaus Brinkbäumer, Der Spiegel
- „Chefredakteur regional“: Uwe Vetterick, Sächsische Zeitung
- „Entrepreneur“: Stephan Lamby, ECO Media TV-Produktion
- „Lebenswerk“: Hans Leyendecker, Süddeutsche Zeitung

Preisträger 2016
- „Journalisten des Jahres“: Bastian Obermayer, Frederik Obermaier und Vanessa Wormer, Süddeutsche Zeitung
- „Team des Jahres“: Correctiv
- „Politik“: Dunja Hayali, ZDF
- „Wirtschaft“: Gabriele Fischer, brand eins
- „Sport“: Rafael Buschmann, Der Spiegel
- „Kultur“: Johanna Adorján, Süddeutsche Zeitung
- „Unterhaltung“: Jan Böhmermann, ZDFneo
- „Wissenschaft“: Christina Elmer, Spiegel Online
- „Reporter national“: Jaafar Abdul Karim, Deutsche Welle
- „Reporter regional“: Marc Rath, Volksstimme
- „Chefredakteur national“: Jochen Wegner, Zeit Online
- „Chefredakteur regional“: Lorenz Maroldt, Der Tagesspiegel
- „Entrepreneur“: Martin Hoffmann, Resi Media
- „Lebenswerk“: Alexander Kluge

Preisträger 2017
- „Journalist des Jahres“: Markus Feldenkirchen, Der Spiegel
- „Team des Jahres“: Team Paradise Papers, Rechercheverbund NDR, WDR und Süddeutsche Zeitung
- „Politik“: Robin Alexander, Die Welt
- „Wirtschaft“: Kayhan Özgenç, Bild am Sonntag
- „Sport“: Jessy Wellmer, ARD/rbb
- „Kultur“: Nils Minkmar, Der Spiegel
- „Unterhaltung“: Eva Schulz, Funk
- „Wissenschaft“: Tanja Krämer, Christian Schwägerl, RiffReporter
- „Reporterin national“: Lara Fritzsche, SZ-Magazin
- „Reporterin regional“: Julia Rathcke, Rheinische Post Düsseldorf
- „Chefredakteurin national“: Barbara Hans, Spiegel Online
- „Chefredakteur regional“: Michael Bröcker, Rheinische Post
- „Entrepreneur“: Susann Hoffmann, Nora-Vanessa Wohlert, Teresa Bücker, Edition F
- „Lebenswerk“: Ingrid Kolb
- „Ehrenpreis“: Deniz Yücel und #FreeDeniz

Preisträger 2018
- „Journalist des Jahres“: Stephan Lamby
- „Chefredaktion national“: Daniel Drepper, Buzzfeed Deutschland
- „Chefredaktion regional“: Hannah Suppa, Märkische Allgemeine Zeitung
- „Politik“: Melanie Amann, Der Spiegel
- „Wirtschaft“: Rafael Buschmann, Michael Wulzinger, Der Spiegel
- „Kultur“: Julia Encke, Frankfurter Allgemeine Sonntagszeitung
- „Unterhaltung“: Markus Lanz, ZDF
- „Sport“: Hajo Seppelt, freier Autor, ARD
- „Wissenschaft“: Mai Thi Nguyen-Kim, WDR/Funk
- „Reportage national“: Christian Fuchs, Jana Simon, Annabel Wahba, Die Zeit
- „Reportage regional“: Katja Bauer, Stuttgarter Zeitung / Stuttgarter Nachrichten
- „Team des Jahres“: Die Protokollanten des NSU-Prozesses: Annette Ramelsberger, Rainer Stadler, Wiebke Ramm, Tanjev Schultz
- „Lebenswerk“: Sonia Seymour Mikich, WDR
- „Sonderpreis“: Rechercheorganisation „Forbidden Stories“

Preisträger 2019
- „Journalist des Jahres“: Juan Moreno, freier Reporter, u. a. für Der Spiegel
- „Chefredaktion national“: Georg Löwisch, taz
- „Chefredaktion regional“: Lorenz Maroldt, Anna Sauerbrey, Tagesspiegel
- „Politik“: Annette Dittert, ARD/NDR
- „Wirtschaft“: Horst von Buttlar, Capital
- „Kultur“: Jana Hensel, freie Autorin, Die Zeit
- „Unterhaltung“: Jan Böhmermann, ZDFneo
- „Sport“: Benjamin Best, freier Autor, ARD
- „Wissenschaft“: Malte Kreutzfeldt, taz
- „Reportage national“: Julian Feldmann, freier Autor, NDR
- „Reportage regional“: Katharina Iskandar, F.A.Z.
- „Team des Jahres“: für die taz-Recherchen zum rechtsradikalen Hannibal-Netzwerk Sebastian Erb, Alexander Nabert, Daniel Schulz, Christina Schmidt (Leadautorin), Martin Kaul
- „Lebenswerk“: Gisela Friedrichsen, Die Welt
- „Sonderpreis“: Klaus Ott und Tom Soyer für Schulprojekte, beide Süddeutsche Zeitung

Preisträger 2020
- „Journalistin des Jahres“: Mai Thi Nguyen-Kim, maiLab/Quarks
- „Lebenswerk“: Bascha Mika, Frankfurter Rundschau
- „Chefredaktion national“: Birgit Wentzien, Deutschlandfunk
- „Chefredaktion regional“: Gregor Peter Schmitz, Augsburger Allgemeine
- „Politik“: Isabel Schayani, ARD/WDR
- „Team“: Norbert Grundei, Korinna Hennig, Katharina Mahrenholtz, Anja Martini (Podcast „Coronavirus-Update“), NDR
- „Reportage national“: Thilo Mischke, Freier Journalist/Pro7
- „Reportage regional“: Sammy Khamis, BR
- „Sport“: Team Pillenkick (Correctiv: Jonathan Sachse, Arne Steinberg/ARD-Dopingredaktion: Hajo Seppelt, Wigbert Löer, Josef Opfermann, Patricia Corniciuc, Jörg Mebus, Shea Westhoff, Sebastian Krause, Matthias Liebing, Wolfgang Bausch, Lukas Witte, Ulf Ullrich)
- „Wissenschaft“: Volker Stollorz, Science Media Center
- „Unterhaltung“: Markus Lanz, ZDF
- „Kultur“: Alice Hasters, Freie Journalistin/DLF
- „Wirtschaft“: Heinz-Roger Dohms, Freier Journalist, Christian Kirchner, Freier Journalist

Preisträger 2021
- „Journalisten des Jahres“: Ippen-Investigativ-Team (Daniel Drepper, Juliane Löffler, Katrin Langhans und Marcus Engert)
- „Lebenswerk“: Bettina Gaus (postum)
- „Chefredaktion national“: Olaya Argüeso Pérez, Justus von Daniels (Correctiv)
- „Chefredaktion regional“: Annette Binninger (Sächsische Zeitung)
- „Politik“: Natalie Amiri (freie Journalistin, Bayerischer Rundfunk)
- „Wirtschaft“: Christian Salewski (Flip) / in Kooperation mit dem Magazin „Wirtschaftsjournalist“
- „Kultur“: Samira El Ouassil (freie Journalistin)
- „Unterhaltung“: Hanna Herbst (ZDF Magazin Royale)
- „Sport“: Holger Gertz (Süddeutsche Zeitung)
- „Wissenschaft“: Christina Berndt (Süddeutsche Zeitung)
- „Reportage national“: Katrin Eigendorf (ZDF)
- „Reportage regional“: Joachim Frank (Kölner Stadt-Anzeiger)
- „Team“: Carl Gierstorfer, Mareike Müller (frei, Docdays Production, rbb)
- „Sonderpreis“: Christian Milling, Palina Milling (Ahrtalradio)

Preisträger 2022
- „Journalistin und Journalist des Jahres“: Katrin Eigendorf (ZDF) und Paul Ronzheimer (Bild) für ihre Berichterstattung aus der Ukraine während des Krieges gegen die Ukraine
- „Lebenswerk“: Günter Wallraff
- „Chefredaktion national“: Gregor Peter Schmitz (Stern)
- „Chefredaktion regional“: Benjamin Fredrich (Katapult MV)
- „Politik“: Gilda Sahebi (freie Journalistin)
- „Wirtschaft“: Oliver Schröm (NDR), Oliver Hollenstein (Manager Magazin)
- „Kultur“: Jagoda Marinić (freie Kolumnistin)
- „Unterhaltung“: Carolin Kebekus (UnterhaltungsFlotte TV, btf, ARD/WDR)
- „Sport“: Jochen Breyer (ZDF)
- „Wissenschaft“: Sara Schurmann (freie Journalistin)
- „Reportage national“: Julia Friedrichs (freie Journalistin)
- „Reportage regional“: Denise Peikert (Leipziger Volkszeitung)
- „Team“: „Affäre Schlesinger“ / Jan C. Wehmeyer, Jakob Wais, Kayhan Özgenc (Business Insider)

Preisträger 2023
- „Journalistin des Jahres“: Ina Ruck (ARD).
- „Lebenswerk“: Claus Kleber
- „Chefredaktion national“: Philipp Peyman Engel (Jüdische Allgemeine)
- „Chefredaktion regional“: Carsten Fiedler, Sarah Brasack (Kölner Stadt-Anzeiger)
- „Politik“: Anne Hähnig (Die Zeit)
- „Wirtschaft“: Sebastian Matthes (Handelsblatt)
- „Kultur“: Nele Pollatschek (Frei/Süddeutsche Zeitung)
- „Unterhaltung“: Lutz van der Horst, Fabian Köster (ZDF Heute-Show)
- „Sport“: Holger Gertz (Süddeutsche Zeitung)
- „Wissenschaft“: Dirk Steffens (RTL)
- „Reportage national“: Vassili Golod (ARD)
- „Reportage regional“: Martin Debes (Funke)
- „Team“: Rechercheteam „Rammstein“ / Lena Kampf, Daniel Drepper, Elena Kuch, Nadja Mitzkat, Sebastian Pittelkow, Isabel Schneider, Jakob Biazza, Sebastian Erb, Laura Hertreiter, Ralf Wiegand (Süddeutsche Zeitung/NDR)
- „Sonderpreis“: Christiane Schlötzer-Scotland (Journalisten helfen Journalisten e. V.)

Preisträger 2024
- „Journalistinnen und Journalisten des Jahres“: Correctiv-Team: Marcus Bensmann, Justus von Daniels, Anette Dowideit, Gabriela Keller und Jean Peters
- „Lebenswerk“: Peter Kloeppel
- „Chefredaktion national“: Barbara Junge, Ulrike Winkelmann, Katrin Gottschalk (die tageszeitung)
- „Chefredaktion regional“: Hannah Suppa (Leipziger Volkszeitung)
- „Politik“: Natalie Amiri (frei / ARD / BR Weltspiegel)
- „Wirtschaft“: Meike Schreiber (Süddeutsche Zeitung)
- „Kultur“: Nora Gantenbrink (Der Spiegel)
- „Unterhaltung“: Sandra Maischberger (ARD / WDR / Vincent Productions)
- „Sport“: Esther Sedlaczek (ARD)
- „Wissenschaft“: Eva Wolfangel (freie Journalistin)
- „Reportage national“: Sophie von der Tann (BR / ARD)
- „Reportage regional“: Anna Lena Mösken (Freie Presse Chemnitz)
- „Team“: Rechercheteam „The Gaza Project“: Christo Buschek, Maria Christoph, Muriel Kalisch, Dajana Kollig, Frederik Obermaier, Maria Retter et al. (Paper Trail Media / Spiegel / ZDF)Weblinks